# Vlag van de Geconfedereerde Staten van Amerika
De Geconfedereerde Staten van Amerika hebben in hun korte bestaan drie nationale vlaggen gebruikt. Hoewel het gebruik ervan door deze staten sinds het einde van de Amerikaanse Burgeroorlog aan banden is gelegd, worden ze door een aantal burgers uit de zuidelijke staten van de Verenigde Staten nog gebruikt als historisch symbool. Tevens zijn zowel de voormalige (1956-2001) als de huidige vlag van Georgia gebaseerd op versies van de vlag van de Geconfedereerde Staten. Het voeren van de Geconfedereerde vlag is vandaag de dag een controversieel onderwerp in de Verenigde Staten.

## Versies van de vlag
De eerste vlag was The Stars and Bars, die in gebruik was tussen 5 maart 1861 en 26 mei 1863. De vlag werd door de Duitse kunstenaar Nicola Marschall ontworpen en was gebaseerd op de vlag van Oostenrijk (het rood-wit-rood) en de vlag van de Verenigde Staten (het kanton met de sterren). Deze vlag had aanvankelijk zeven sterren, gelijk aan de zeven staten die zich hadden afgescheiden van de Unie toen de Confederatie werd opgericht, maar werd net als de vlag van de Verenigde Staten van meer sterren voorzien naarmate er meer staten zich bij de Confederatie aansloten.
De vlag werd gekozen omdat hij leek op die van de Verenigde Staten, en velen uit sentiment een soortgelijke vlag wilden behouden. Omdat dit ook het land was waartegen men oorlog voerde, veroorzaakte dit verwarring op het slagveld. Van grote afstand leken de vlaggen bedrieglijk veel op elkaar.
Op 26 mei 1863 werd een nieuwe vlag aangenomen: The Stainless Banner. Deze vlag was wit met de oorlogsvlag (zie hieronder) in het kanton. Met deze vlag had men ook al snel problemen: zij werd aangezien voor de witte vlag die men op het slagveld gebruikt om zich over te geven aan de vijand.
Op 4 maart 1865, kort voordat de oorlog definitief verloren was, namen de Geconfedereerde Staten weer een nieuwe vlag aan. Deze was gebaseerd op de vlag van 1863, maar had een rode verticale baan aan de rechterzijde.

4 maart 1861 – 21 mei 1861
21 mei 1861 – 2 juli 1861
2 juli 1861 – 28 november 1861
28 november 1861 – 26 mei 1863
26 mei 1863 - 4 maart 1865
4 maart 1865 - 11 april 1865

## Andere vlaggen
De officiële vlag van de Confederatie, de Stars and Bars, was op het slagveld vaak slecht te onderscheiden van de vlag van de Unie, dus werd de door P.G.T. Beauregard ontworpen oorlogsvlag (Southern Cross) vaker gebruikt. De meeste mensen herkennen deze vlag (of die van de marine) dan ook als de vlag van de Confederatie, die derhalve bekendstaat als de "Confederatievlag" (Engels: Confederate Flag). De Southern Cross had dertien sterren; elf voor de afgescheiden staten en twee voor Kentucky en Missouri. Deze twee staten waren onafhankelijk en vertegenwoordigd in beide federaties.
De oorlogsvlag was vierkant en had andere afmetingen voor de verschillende legeronderdelen: 48 inch voor de infanterie, 36 inch voor de artillerie en 30 inch voor de cavalerie. De vlag was in gebruik vanaf november 1861 tot de ondergang van de federatie. Zij werd zo populair, dat zij op de tweede nationale vlag voorkwam (zie hierboven).
|  |  |

De marine van de Geconfedereerde Staten gebruikte een aangepaste variant van de oorlogsvlag. Deze was niet vierkant, maar had de verhouding 3:5. Daarnaast waren de kleuren net iets anders en waren de sterren op een andere wijze op de vlag geplaatst. Deze vlag werd overigens door sommige troepen ook op het slagveld gebruikt.

## Controversen

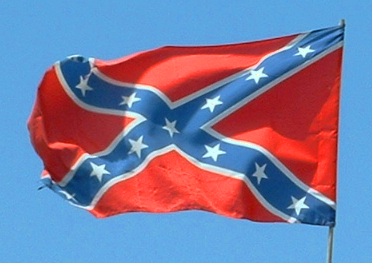
De vlag van de Geconfedereerde Staten zoals die tegenwoordig in veel zuidelijke staten te zien is